# Billboard Music Awards 2017
Předávání cen Billboard Music Awards 2017 se konalo 21. května 2017 v T-Mobile aréně v Las Vegas. Ceremoniál byl vysílán stanicí ABC. Moderování se ujali Ludacris a Vanessa Hudgens. Nominace byly oznámeny 10. dubna 2017.

## Moderátoři a vystupující

### Moderátoři
- Ludacris
- Vanessa Hudgens

### Vystupující
- Nicki Minaj, Jason Derulo, David Guetta a Lil Wayne – „No Frauds“, „Light My Body Up“, „Swalla“, „Regret In Your Tears“
- Camila Cabello – „I Have Questions“, „Crying in the Club“
- The Chainsmokers – „Young“
- Julia Michaels – „Issues“
- Ed Sheeran – „Castle on the Hill“
- Miley Cyrusová – „Malibu“
- Lorde – „Green Light“
- Sam Hunt – „Body Like a Back Road“
- Céline Dion – „My Heart Will Go On“
- Imagine Dragons – „Believer“
- Drake – „Gyalchester“
- Halsey – „Now or Never“
- Florida Georgia Line, John Legend – „Surefire“, „H.O.L.Y.“
- Cher – „Believe“, „If I Could Turn Back Time“
- Bruno Mars – „Versace on the Floor“

## Nominace a ocenění

### Nejlepší umělec
- Drake
  - Adele
  - Beyoncé
  - Justin Bieber
  - The Chainsmokers
  - Ariana Grande
  - Shawn Mendes
  - Rihanna
  - Twenty One Pilots
  - The Weeknd

### Objev roku
- Zayn
  - Alessia Cara
  - Desiigner
  - Lil Uzi Vert
  - Lukas Graham

### Nejlepší zpěvák
- Drake
  - Justin Bieber
  - Future
  - Shawn Mendes
  - The Weeknd

### Nejlepší zpěvačka
- Beyoncé
  - Adele
  - Ariana Grande
  - Rihanna
  - Sia

### Nejlepší duo/skupina
- Twenty One Pilots
  - The Chainsmokers
  - Coldplay
  - Florida Georgia Line
  - Guns N' Roses

### Billboard Chart Achievement (hlasování fanoušků
- Twenty One Pilots
  - Luke Bryan
  - Nicki Minaj
  - The Chainsmokers
  - The Weeknd

### Nejlepší umělec z Billboard 200
- Drake
  - Beyoncé
  - Prince
  - Twenty One Pilots
  - The Weeknd

### Nejlepší album z Billboard 200
- Viewes – Drake
  - Anti – Rihanna
  - Blurryface – Twenty One Pilots
  - Lemonade – Beyoncé
  - Starboy – The Weeknd

### Nejlepší umělec z Hot 100
- Drake
  - The Chainsmokers
  - Rihanna
  - Twenty One Pilots
  - The Weeknd

### Nejlepší písnička z Hot 100
- „Closer“ – The Chainsmokers feat. Halsey
  - „Can't Stop the Feeling“ – Justin Timberlake
  - „Don't Let Me Down“ – The Chainsmokers feat. Daya
  - „Heathens“ – Twenty One Pilots
  - „One Dance“ – Drake feat. Wizkid a Kyla

### Nejprodávanější umělec
- Drake
  - The Chainsmokers
  - Prince
  - Justin Timberlake
  - Twenty One Pilots

### Nejprodávanější skladba
- „Can't Stop the Feeling“ – Justin Timberlake
  - „Closer“ – The Chainsmokers feat. Halsey
  - „Don't Let Me Down“ – The Chainsmokers feat. Daya
  - „Heathens“ – Twenty One Pilots
  - „One Dance“ – Drake feat. Wizkid a Kyla

### Nejlepší rádiový umělec
- Twenty One Pilots
  - Justin Bieber
  - The Chainsmokers
  - Drake
  - Rihanna

### Nejlepší rádiová písnička
- „Can't Stop the Feeling“ – Justin Timberlake
  - „Closer“ – The Chainsmokers feat. Halsey
  - „Don't Let Me Down“ – The Chainsmokers feat. Daya
  - „Cheap Thrills“ – Sia feat. Sean Paul
  - „One Dance“ – Drake feat. Wizkid a Kyla

### Nejlepší kolaborace
- „Closer“ – The Chainsmokers feat. Halsey
  - „Don't Let Me Down“ – The Chainsmokers feat. Daya
  - „Cheap Thrills“ – Sia feat. Sean Paul
  - „One Dance“ – Drake feat. Wizkid a Kyla
  - „Starboy“ – The Weeknd feat. Daft Punk

### Nejlepší umělec na sociálních sítích
- BTS
  - Justin Bieber
  - Selena Gomezová
  - Ariana Grande
  - Shawn Mendes

### Nejlepší streamovaný umělec
- Drake
  - The Chainsmokers
  - Desiigner
  - Rihanna
  - Twenty One Pilots

### Nejlepší streamovaná písnička (audio)
- „One Dance“ – Drake feat. Wizkid a Kyla
  - „Broccoli“ – D.R.A.M. feat. Lil Yachty
  - „Closer“ – The Chainsmokers feat. Halsey
  - „Needed Me“ – Rihanna
  - „Starboy“ – The Weeknd feat. Daft Punk

### Nejlepší streamovaná písnička (video)
- „Panda“ – Desiigner
  - „Closer“ – The Chainsmokers feat. Halsey
  - „Juju on That Beat (TZ Anthem)“ – Zay Hilfigerr a Zayion McCall
  - „Black Beatles“ – Rae Sremmurd feat. Gucci Mane
  - „Heathens“ – Twenty One Pilots

### Nejlepší turné
- Beyoncé
  - Justin Bieber
  - Coldplay
  - Guns N' Roses
  - Bruce Springsteen a E-Street Band

### Nejlepší křesťanský umělec
- Lauren Daigle
  - Hillsong Worship
  - Hilary Scott & the Family
  - Skillet
  - Chris Tomlin

### Nejlepší křesťanská písnička
- „Thy Will“ – Hilary Scott & the Family
  - „Trust in You“ – Lauren Daigle
  - „Feel Invincible“ – Skillet
  - „Eye of the Storm“ – Ryan Stevenson feat. GabeReal
  - „Chain Breaker“ – Zach Williams

### Nejlepší křesťanské album
- How Can It Be – Lauren Daigle
  - Hymns That Are Important to Us – Joey + Rory
  - Love Remains – Hilary Scott & the Family
  - The Very Next Thing – Casting Crowns
  - Unleashed – Skillet

### Nejlepší gospelový umělec
- Kirk Franklin
  - Jekalyn Carr
  - Travis Greene
  - Tamela Mann
  - Hezekiah Walker

### Nejlepší gospelová písnička
- „Made a Way – Travis Greene
  - „You're Bigger“ – Jekalyn Carr
  - „Put a Praise On It“ – Tasha Cobbs feat. Kierra Sheard
  - „Wanna Be Happy?“ – Kirk Franklin
  - „Better“ – Hezekiah Walker

### Nejlepší gospelové album
- One Way – Tamela Mann
  - One Place Live – Tasha Cobbs
  - Losing My Religion – Kirk Franklin
  - Better: Azusa – The Next Generation 2 – Hezekiah Walker
  - The Hill – Travis Greene

### Nejlepší country umělec
- Blake Shelton
  - Florida Georgia Line
  - Chris Stapleton
  - Keith Urban
  - Jason Aldean

### Nejlepší country písnička
- „H.O.L.Y.“ – Florida Georgia Line
  - „Setting the World on Fire“ – Kenny Chesney feat. Pink
  - „May We All“ – Florida Georgia Line feat. Tim McGraw
  - „Better Man“ – Little Big Town
  - „Blue Ain't Your Color“ – Keith Urban

### Nejlepší country album
- Traveller – Chris Stapleton
  - Dig Your Roots – Florida Georgia Line
  - If I'm Honest – Blake Shelton
  - Ripcord – Keith Urban
  - They Don't Know – Jason Aldean

### Nejlepší country kolaborace
- „Setting the World on Fire“ – Kenny Chesney feat. Pink
  - „Different for Girls“ – Dierks Bentley feat. Elle King
  - „May We All“ – Florida Georgia Line feat. Tim McGraw
  - „Kill a Word“ – Eric Church feat. Rhiannon Giddens
  - „Sober Saturday Night“ – Chris Young feat. Vince Gill

### Nejlepší country turné
- Kenny Chesney
  - Luke Bryan
  - Dixie Chicks

### Nejlepší taneční/elektro umělec
- The Chainsmokers
  - Calvin Harris
  - DJ Snake
  - Major Lazer
  - Lindsey Stirling

### Nejlepší taneční/elektro písnička
- „Closer“ – The Chainsmokers feat. Halsey
  - „Don't Let Me Down“ – The Chainsmokers feat. Daya
  - „Let Me Love You“ – DJ Snake feat. Justin Bieber
  - „This Is What You Came For“ – Calvin Harris feat. Rihanna
  - „Cold Water“ – Major Lazer feat. Justin Bieber a MØ

### Nejlepší taneční/elektro album
- Brave Enough – Lindsey Stirling
  - Bouquet – The Chainsmokers
  - Collage – The Chainsmokers
  - Skin – Flume
  - Cloud Nine – Kygo

### Nejlepší latinský umělec
- Juan Gabriel
  - Maluma
  - J Balvin
  - Nicky Jam
  - Los Plebes del Rancho de Ariel Camacho

### Nejlepší latinská písnička
- „Hasta el Amanecer“ – Nicky Jam
  - „Shaky Shaky“ – Daddy Yankee
  - „Duele el Corazón“ – Enrique Iglesias feat. Wisin
  - „Chantaje“ – Shakira feat. Maluma
  - „La Bicicleta“ – Carlos Vives a Shakira

### Nejlepší latinské album
- Los Dúo, Vol. 2 – Juan Gabriel
  - Energia – J Balvin
  - Primera Cita – CNCO
  - Vestido de Etiqueta por Eduardo Magallanes – Juan Gabriel
  - Recuerden Mi Estilo – Los Plebes del Rancho de Ariel Camacho

### Nejlepší R&B umělec
- Beyoncé
  - Bruno Mars
  - Frank Ocean
  - Rihanna
  - The Weeknd

### Nejlepší R&B písnička
- „One Dance“ – Drake feat. WizKid a Kyla
  - „24K Magic“ – Bruno Mars
  - „Needed Me“ – Rihanna
  - „Work“ – Rihanna feat. Drake
  - „Starboy“ – The Weeknd feat. Daft Punk

### Nejlepší R&B album
- Lemonade – Beyoncé
  - Anti – Rihanna
  - Blonde – Frank Ocean
  - Starboy – The Weeknd
  - 24K Magic – Bruno Mars

### Nejlepší R&B turné
- Beyoncé
  - Lionel Richie
  - Rihanna

### Nejlepší rapový umělec
- Drake
  - J. Cole
  - Future
  - Desiigner
  - Rae Sremmurd

### Nejlepší raperská písnička
- „Panda“ – Desiigner
  - „Fake Love“ – Drake
  - „Broccoli“ – D.R.A.M. feat. Lil Yachty
  - „Bad and Boujee“ – Migos feat. Lil Uzi Vert
  - „Black Beatles“ – Rae Sremmurd feat. Gucci Mane

### Nejlepší raperské album
- Views – Drake
  - 4 Your Eyez Only – J. Cole
  - Isiah – Kevin Gates
  - Major Key – DJ Khaled
  - We Got It from Here... Thank You 4 Your Service – A Tribe Called Quest

### Nejlepší raperská kolaborace
- „Black Beatles“ – Rae Sremmurd feat. Gucci Mane
  - „Broccoli“ – D.R.A.M. feat. Lil Yachty
  - „Bad and Boujee“ – Migos feat. Lil Uzi Vert
  - „Juju on That Beat (TZ Anthem)“ – Zay Hilfigerr a Zayion McCall
  - „Bad Things“ – Machine Gun Kelly a Camila Cabello

### Nejlepší raperské turné
- Drake
  - Future
  - Kanye West

### Nejlepší rockový umělec
- Twenty One Pilots
  - Coldplay
  - The Lumineers
  - Metallica
  - X Ambassadors

### Nejlepší rocková písnička
- „Heathens“ – Twenty One Pilots
  - „Sucker for Pain“ – Lil Wayne, Wiz Khalifa, Imagine Dragons, Logic, Ty Dolla Sign feat. X Ambassadors
  - „Ride“ –Twenty One Pilots
  - „Stressed Out“ – Twenty One Pilots
  - „Unsteady“ – X Ambassadors

### Nejlepší rockové album
- Hardwired...to Self-Destruct – Metallica
  - A Moon Shaped Pool – Radiohead
  - Blurryface – Twenty One Pilots
  - Cleopatra – The Lumineers
  - The Gateway – Red Hot Chili Peppers

### Nejlepší rockové turné
- Coldplay
  - Guns N' Roses
  - Bruce Springsteen a E Street Band

### Nejlepší soundtrackové album
- Hamilton: Americký muzikál
  - Odvážná Vaiana: Legenda o konci světa
  - Purple Rain
  - Sebevražedný oddíl
  - Trollové

### Icon Award
- Cher